# Crash Nitro Kart
Crash Nitro Kart — аркадные гонки, вышедшие в 2003 году. Является седьмой игрой серии Crash Bandicoot.

## Сюжет
Был обычный солнечный день, Крэш и его друзья отдыхали. Кортекс, тем временем, ходил по своему замку и думал над планом по уничтожению своих незадачливых врагов. Все было по-старому, но внезапно над домиком Крэша и над замком Кортекса появился мощный поток света, который загадочным образом переместил здания в необычное обширное место, называвшиеся Колизеем Императора Вело XXVII, находящийся за пределами их родной галактики. Вело решил похитить героев, с целью устроить с ними командный гоночный турнир, чтобы развлечь жителей своей планеты. Он пообещал победившей команде свободу, однако если команды откажутся от состязания, он уничтожит Землю и тогда герои никогда не смогут вернуться к себе домой.
Вело объяснил, что турнир не так уж и прост: каждой команде необходимо победить чемпионов четырёх миров, после чего они смогут сразиться с ним.
При победе над Вело в первый раз, он не сдерживает своё обещание и ставит новые условия — собрать все камни, реликты и жетоны. Лишь после выполнения второго условия, герои смогут возвратиться на свою родную планету. Вскоре раскрывается, что Вело является роботом. Если игрок играл за команду добрых, то Вело предложит Крашу стать следующим императором его планеты. Бандикут откажется и попросит вернуть их на родную Землю.
Если побеждает злая команда, Кортекс получает в своё распоряжение скипетр Вело и использует его, чтобы вернуться на землю и начать править миром. Однако, ошибочно он и его команда попадают на Терру — одну из миров империи Вело. Жители, встретив злодеев, приняли Тайни за короля, что очень возмутило Кортекса.

## Геймплей
В Crash Nitro Kart есть шесть режимов игры, в некоторые из которых, можно играть командой.
«Режим приключений» — однопользовательский режим игры, в котором игрок должен совершить заезды на всех трассах, собрав как можно больше трофеев, реликтов, игровых монет и гемов. Основная цель прохождения этого режима — пройти все пять миров, и открыть всех персонажей. Центральной локацией является «Колизей Вело», с которого вы можете отправиться в другие миры. Однако, вначале доступен всего один мир, остальные же постепенно открываются в процессе игры. В каждом мире есть свой чемпион. Чтобы начать соревнование с ним, нужно заполучить три трофея в соответствующем мире. Победив чемпиона, играющему становится доступен следующий мир.
Каждая трасса имеет четыре дополнительных режима игры: «На время», «Соревнование CNK», «Арена Кристаллов» и «Турнир Гемов». В режиме на время игроку необходимо проехать трех круговую трассу за минимально возможное время. Аналогично прошлым играм, играющий может быть награждён сапфировым, либо золотым, либо платиновым реликтом, в зависимости от того, как быстро ему удалось проехать заезд.
«Соревнование CNK» очень походит на обыкновенный заезд, однако участнику также необходимо подобрать на трассе 3 буквы — C, N, K, которые хаотично разбросаны по всей трассе. Собрав все буквы и придя первым, игрок получает жетоны CNK. Собранные 4 жетона одного цвета дают возможность участвовать в «Чемпионате Гемов», на который можно попасть только из Колизея Вело.
Когда игрок откроет все миры и соберет все трофеи, ему необходимо будет, сразится с самим Императором. Победив его, игра будет пройдена, но не на все 100 %. Для того, чтобы пройти игру полностью, нужно собрать все реликты, гемы, жетоны и победить Вело во второй раз.
«Race Grand Prix» — режим на одного игрока, без соперников, где необходимо пройти трек на время. При повторном заезде на одной и той же трассе, игрок увидит призрака, с кем он может соревноваться, чтобы побить собственный рекорд. Если проехать трек быстрее заданного игрой времени, откроется призрак босса. Также существует режим «Lap Grand Prix», где игроку необходимо проехать всего один круг за наилучшее время.
В режиме «Prix Race» игрок сам подбирает настройки игры, такие как уровень сложности, свободный выбор персонажа и трассы, а также — количество кругов.
В командной гонки игрок объединяется с кем-то из игроков. Находясь, близко друг к другу, у обоих гонщиков появляется неиссякаемый доступ к оружию.
Турниры — режим игры, где нужно соревноваться с соперниками на 3 трассах, получая очки. Игрок, получивший самое большое количество очков, занимает первое место. За победу в одной гонке турнира за первое место начисляется 9 очков, за второе — 6 очков, за третье — три очка, четвёртый получает одно очка, а все остальные — ничего.

### Режим Сражений
Сражение — отдельный режим в Crash Nitro Kart, не имеющий почти ничего общего с обычными гонками. Гонщики ездят по арене, собирают ящики с оружием и взрывают друг друга. В игре есть всего пять видов сражений, участвовать в которых могут одновременно четыре игрока.
В «Limit Battle» побеждает тот, кто набрал наибольшее количество успешных попаданий в соперников. В этом режиме можно играть одному или объединится с кем-то в команду.
«Последний герой» — режим, где побеждает тот, кто потерял меньше всего жизней и остался на арене.
«Сражение за кристаллы» заключается в том, что участник должен атаковать соперника и подбирать утерянные врагом кристаллы. Участник, набравший большее количество кристаллов побеждает.
В режиме захвата флага могут участвовать только две команды. Задача каждой — забрать чужой флаг и доставить его к себе на базу. Похищенный флаг можно утерять, если оппонент попадет вас из оружия. Утерянные флаги возвращаются на свои начальные позиции. Игрок, забравший флаг едет медленнее, вероятно из-за массы флага. За успешный захват флага команде начисляются очки, по которым и решается исход раунда. «Укради звезду» — вариация режима захвата флага, однако здесь команды соревнуются всего за один флаг, расположенный в центре арены.

## Отзывы
| Сводный рейтинг       | Сводный рейтинг | Сводный рейтинг | Сводный рейтинг | Сводный рейтинг | Сводный рейтинг |
| Издание               | Оценка          | Оценка          | Оценка          | Оценка          | Оценка          |
| Издание               | GBA             | GC              | N-Gage          | PS2             | Xbox            |
| --------------------- | --------------- | --------------- | --------------- | --------------- | --------------- |
| GameRankings          | N/A             | 63,19 %         | N/A             | 67,02 %         | 65,98 %         |
| Metacritic            | 77/100          | 66/100          | 64/100          | 69/100          | 70/100          |
| Иноязычные издания    |                 |                 |                 |                 |                 |
| Издание               | Оценка          | Оценка          | Оценка          | Оценка          | Оценка          |
| Издание               | GBA             | GC              | N-Gage          | PS2             | Xbox            |
| EGM                   | N/A             | 5,67/10         | N/A             | 5,67/10         | 5,67/10         |
| Eurogamer             | N/A             | N/A             | N/A             | 7/10            | N/A             |
| Famitsu               | N/A             | 27/40           | N/A             | 27/40           | N/A             |
| Game Informer         | N/A             | N/A             | N/A             | 7/10            | N/A             |
| GamePro               | N/A             | N/A             | N/A             | N/A             | 4,5/5           |
| GameSpot              | 7,8/10          | 7,5/10          | 6,9/10          | 7,5/10          | 7,5/10          |
| GameSpy               | N/A             | N/A             | 1,5/5           | 2/5             | N/A             |
| GameZone              | N/A             | N/A             | 6,5/10          | 8,5/10          | N/A             |
| IGN                   | 7,8/10          | 7,4/10          | 8,2/10          | 7,4/10          | 7,4/10          |
| Nintendo Power        | 3,3/5           | 3,4/5           | N/A             | N/A             | N/A             |
| Nintendo World Report | N/A             | 6,5/10          | N/A             | N/A             | N/A             |
| OPM                   | N/A             | N/A             | N/A             | 7/10            | N/A             |
| OXM                   | N/A             | N/A             | N/A             | N/A             | 8,3/10          |
| Play (UK)             | N/A             | B-              | N/A             | B-              | B-              |
| TeamXbox              | N/A             | N/A             | N/A             | N/A             | 8,1/10          |
| PlayStation Magazine  | N/A             | N/A             | N/A             | 8/10            | N/A             |

Игра получила смешанные отзывы критиков.